# 1947 en Lorraine
Chronologie de la Lorraine
- 1943
- 1944
- 1945
- 1946
- 1947
- 1948
- 1949
- 1950
- 1951

Cette page est une liste d'événements qui se sont produits durant l'année 1947 en Lorraine.

## Événements

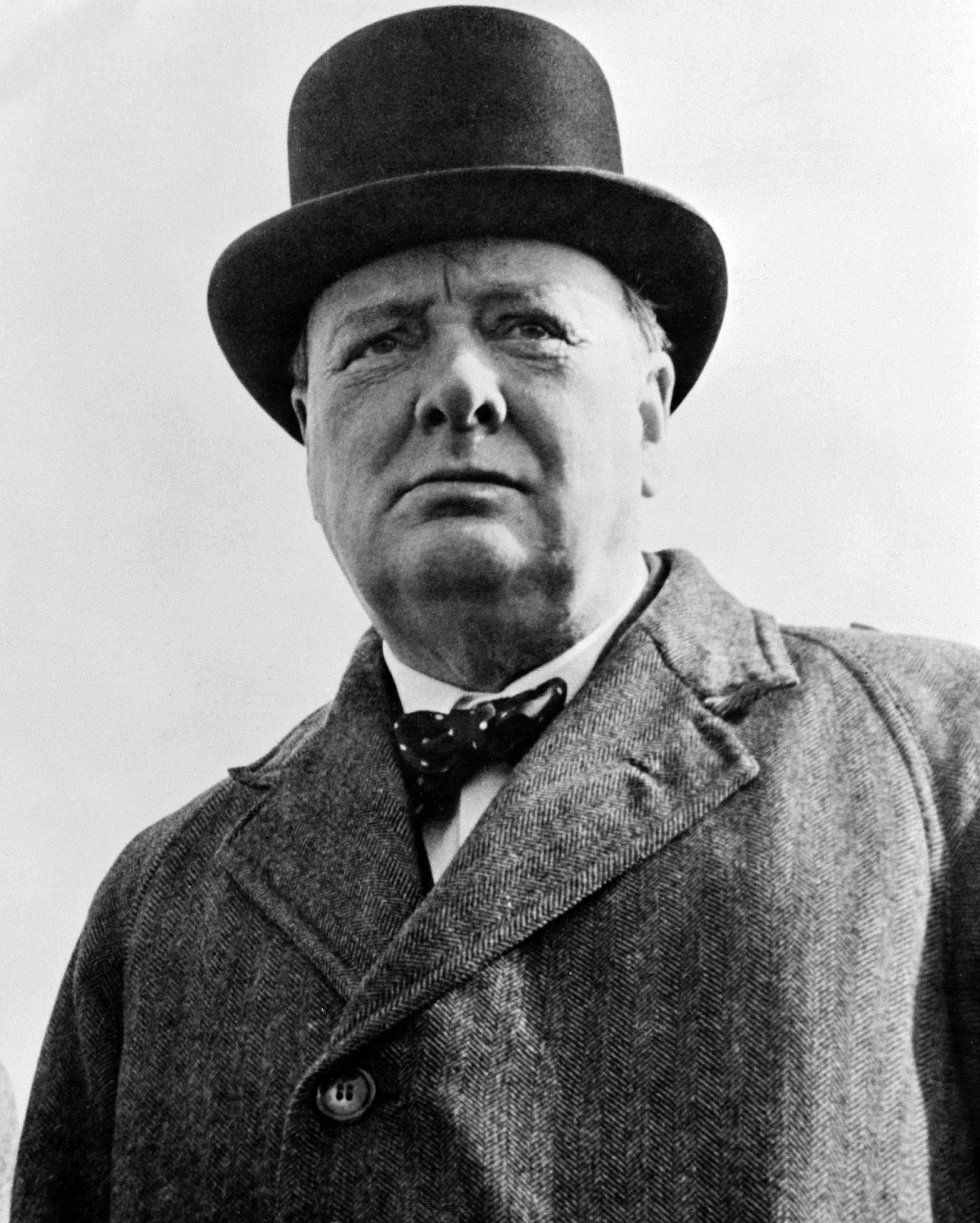
Sir Winston Churchill.

- André Drapp, le Lion de Lorraine remporte le concours du plus bel athlète de France à l’Elysée-Montmartre[1].
- à Metz, depuis 1947[2], se déroulent la Fête de la Mirabelle[3] et l'élection de la Reine de la Mirabelle.
- La société Barenthal est fondée par Eugène Schaal, passionné par l'acier. Il consacre sa vie à la mise au point des maquettes et à la réalisation des outillages de frappe et de découpe pour la fabrication de couverts haut de gamme en acier massif, puis en métal argenté.
- 30 janvier : Anne-Marie Schell qui s'était présentée aux élections législatives de 1947 sur la liste communiste de Pierre Muller, siège à l'Assemblée nationale à partir de la démission de ce dernier.
- Mai et juin : procès à Nancy des autonomistes Antoni et Rossé[4].
- 1er juillet : arrêt du travail dans de nombreuses entreprises en Lorraine témoignant d'un malaise social[5].
- 14 juillet : venue de Winston Churchill en Lorraine qui prononce un discours à Metz[6].
- 18 août : élection de la Reine de la mirabelle 1947 : Denise Marchal née Jenot ( élue reine de Lorry mais ne participe pas à la mirabelle)[7]. Ces fêtes sont créées pour faire connaître le fruit dans tout le pays. Simultanément est faite une demande d'Appellation d'origine contrôlée[5].
- Automne 1947 : la grève nationale touche de nombreux secteurs en Lorraine : mines, métallurgie, chemins de fer[5].
- 27 octobre : des incidents à Verdun au passage de deux péniches livrant du sucre en Allemagne. La marchandise sera finalement expédiée par la route[8].
- Décembre : importantes crues[9] liée aux fortes précipitations du mois. Toute la région est touchée. A Metz, la Moselle atteint 8,90 m, 1,70 m au-dessus du précédent record connu : l'île Saint-Symphorien est submergée[10]. A pont-à-Mousson, le débit de la Moselle atteint 2000 m3/s[8].

## Inscriptions ou classements aux titre des monuments historiques
- En Meurthe-et-Moselle : Château de Cons-la-Grandville
- En Meuse : Château de la Forge  à Haironville

## Naissances

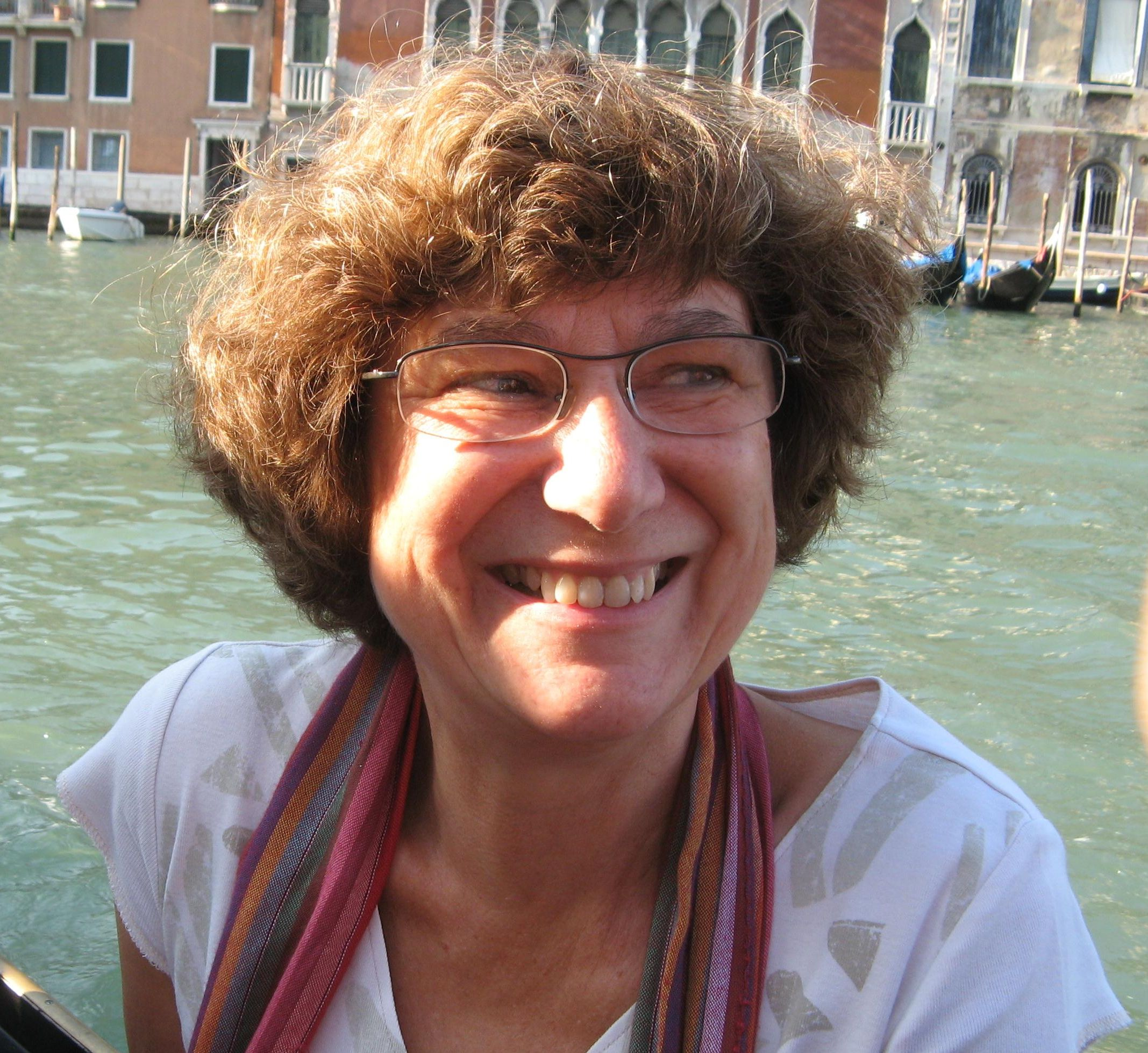
Chantal Cahour

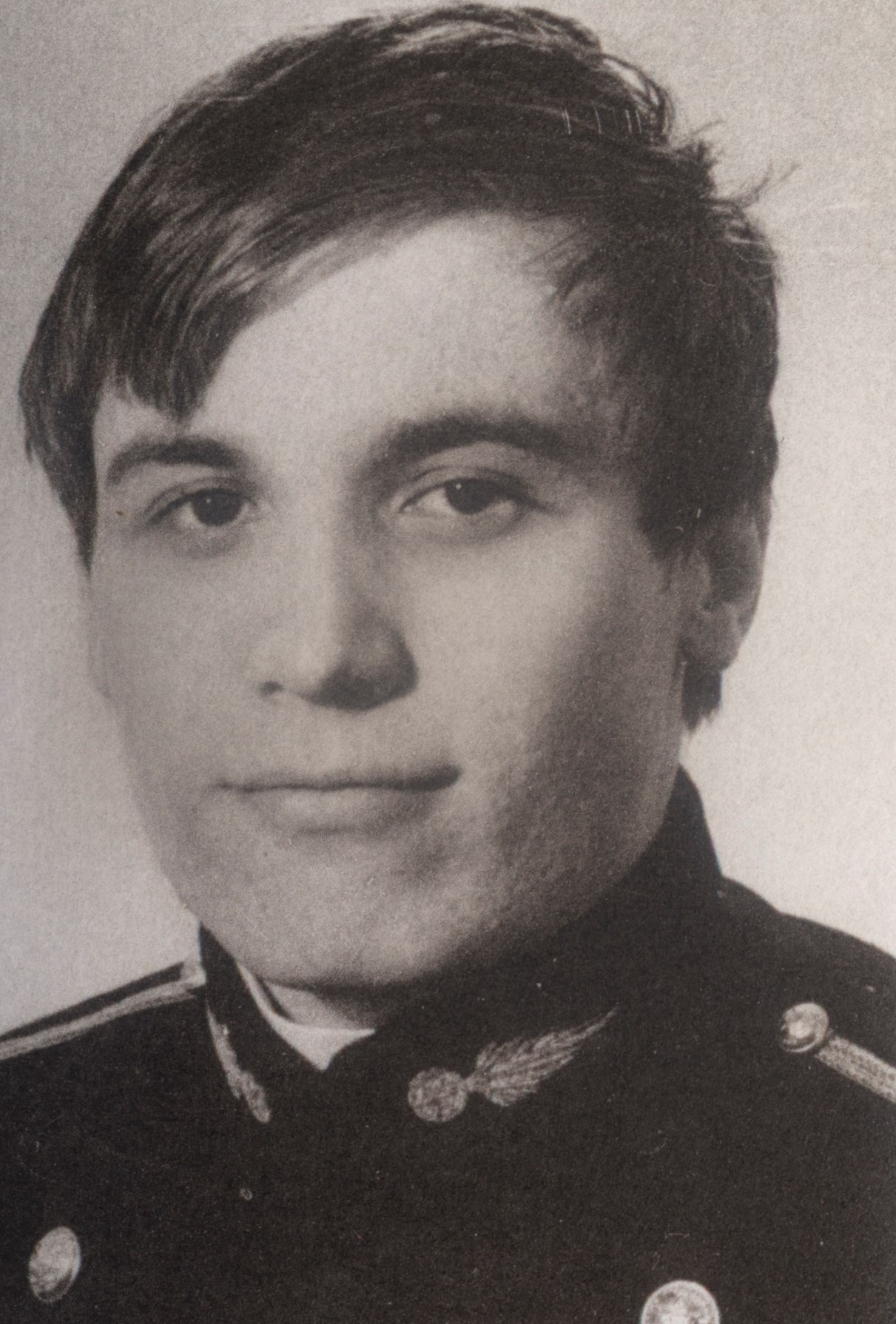
Christian Scherer.

- Michel Lapensée, né en 1947 à Verdun, peintre québécois .
- Arouna Lipschitz (née Erna Lipschitz en 1947[11] à Metz),  philosophe, femme de lettres, conférencière,  productrice[12] et  réalisatrice[13] française et canadienne. Pour illustrer son concept-clé de nostalgie de l'ailleurs[14], elle prépare en 2017 un film long métrage du même nom.
- Serge Valdinoci (né en 1947), penseur et philosophe français. Auteur-chercheur, il a enseigné la philosophie à l'université de Reims (Champagne-Ardenne) pour la plus grande part de sa carrière.
- 26 janvier à Nancy : Gérard Condé, compositeur et critique musical français.
- 30 janvier à Homécourt : Alain Lithaud, mort le 30 juin 2023 à Paris[15], compositeur de musique électro-acoustique français.
- 3 février : Jacques Peiffer, sculpteur céramiste français. Il vit et travaille à Longwy.
- 27 février à Sarreguemines : Régis Hauser, mort le 23 avril 2009 à Metz[16] , professionnel de la communication, consultant en marketing et écrivain français. Il est surtout connu pour être le créateur (sous le pseudonyme de Max Valentin) de la chasse au trésor Sur la trace de la chouette d'or et du jeu de piste sur Internet Sur la piste des cistes.
- 2 mars à Nancy : Pierre Gourrier, haltérophile français. Il dispute trois épreuves d'haltérophilie aux Jeux olympiques, en 1968 à Mexico et en 1972 à Munich où il termine deux fois dixième dans la catégorie des moins de 90 kg puis en 1976 à Montréal où il obtient la quatrième place en moins de 110 kg. Pierre Gourrier compte également neuf participations à des championnats du monde, onze participations à des championnats d'Europe et il est douze fois champion de France.
- 11 mars à Bouligny : Antoine Kuszowski, mort le 17 juin 2023[17],[18], footballeur français au poste d'attaquant. Il a notamment joué à l'Olympique de Marseille.
- 17 mars à Nancy : Martine Broda (morte à Paris le 23 avril 2009[19]), poétesse, critique littéraire et traductrice française.
- 25 mars à Metz : Jean-Louis Masson, homme politique français.
- 26 mars à Thionville : Raymond Milesi, écrivain français, principalement connu pour ses textes de science-fiction. Il a obtenu à trois reprises le Prix Rosny aîné en catégorie "nouvelles" et a reçu en 1991 le Grand Prix de la science-fiction française pour sa nouvelle Extra-muros ainsi que, en 1997, le Grand Prix de l'Imaginaire "Jeunesse" pour son roman Papa, j'ai remonté le temps. Raymond Milesi est membre de Remparts, groupe d'écrivains et critiques de science-fiction depuis sa fondation en 1976. En outre, il assure depuis 1988 le suivi de la convention nationale française de science-fiction et reçoit les candidatures à son organisation.
- 1er juin à Thionville : Roger Mohr, mort le 15 juin 2017 à La Tronche[20],[21]) enseignant chercheur français, spécialisé en informatique et en mathématiques, directeur de l'École nationale supérieure d'informatique et de mathématiques appliquées de Grenoble (ENSIMAG) entre 2003 et 2008.

- 13 juin  à Creutzwald (Moselle) : Pierre Lang, homme politique français, pharmacien-biologiste[22].
- 6 juillet à Saint-Mihiel : Patrick Valdrini, prêtre catholique français. Recteur émérite de l'Institut catholique de Paris, Il a été pro-recteur et professeur de droit canonique de l'université pontificale du Latran à Rome et auteur d'ouvrages sur le sujet.
- 15 juillet à Sarrebourg : Michel Diefenbacher, mort le 10 octobre 2017[23] à Birac-sur-Trec[24], homme politique français.
- 29 juillet à Thil : Hervé Barulea, dit Baru, auteur français de bande dessinée.
- 7 août à Nancy : Christian Scherer, lauréat du concours général ès mathématiques (1965)[25], ancien élève de l'École polytechnique (X 1966) et de l'École des mines de Paris[26], et diplômé d'études approfondies ès probabilités (1968)[27].
- 11 septembre à Mont-Saint-Martin : Robert Jacques, footballeur français.
- 2 octobre à Metz : Claude Cymerman, pianiste français.
- 7 octobre à Longuyon (Meurthe-et-Moselle) : François Dosé, homme politique français.
- 31 octobre à Bar-le-Duc : Thierry d'Arbonneau, mort le 9 octobre 2019 à Poissy[28], militaire français. Vice-amiral d'escadre, il commande la Force océanique stratégique du 9 septembre 2002 au 30 septembre 2004.
- 16 novembre à Metz : Georges Lang, animateur de radio et de télévision français.
- 9 décembre à Nancy : Gérard Benhamou, homme politique français.
- 21 décembre à Moyeuvre-Grande : André Paoli, athlète français, spécialiste des épreuves de sprint.
- 22 décembre à Metz : Chantal Cahour[29], romancière française, auteur de littérature pour la jeunesse.
- 23 décembre à Herserange : Christian Drouet, mort le 26 septembre 2021 à Rives d'Andaine (Orne), footballeur français. Il joue au poste d'attaquant dans les années 1960 et 1970.

## Décès
- 11 janvier à Froville : Alfred Finot, né à Nancy le 14 octobre 1876[30], sculpteur français de l'École de Nancy.
- 14 août : Félix Liouville (né le 9 novembre 1859 à Toul), homme politique français.
- 11 octobre à Moyenmoutier (Vosges) : Maurice Kempf, homme politique français né le 26 janvier 1888 à Moyenmoutier.
- 18 novembre à Lucy (Moselle) : Henri de Marguerie, homme politique français né le 25 novembre 1868 à Paray-le-Monial (Saône-et-Loire) . Il est sénateur sous la Troisième République.
- 27 novembre : Louis Guillon, né le 25 août 1887, homme politique français.